# Rudoszany (sielsowiet Narocz)
Rudoszany (biał. Рудашаны; ros. Рудошаны) – dawny majątek. Tereny, na których był położony, leżą obecnie na Białorusi, w obwodzie mińskim, w rejonie miadzielskim, w sielsowiecie Narocz.

## Historia
W czasach zaborów folwark w okręgu wiejskim Świrany, w gminie Kobylnik, w powiecie święciańskim, w guberni wileńskiej Imperium Rosyjskiego. W 1866 roku liczył 12 mieszkańców w 1 domu, własność Trzeciaków. W 1905 roku liczył 10 mieszkańców, 197 dziesięcin, własność Trzeciaka.
Po I wojnie światowej pod administracją polską, w Zarządzie Cywilnym Ziem Wschodnich. W latach 1920–1922 w składzie Litwy Środkowej.
Od 11 kwietnia 1922 folwark a następnie majątek leżał w Polsce, w województwie wileńskim, w powiecie święciańskim, od 1926 roku w powiecie postawskim, w gminie Kobylnik.
W 1931 majątek w 2 domach zamieszkiwało 29 osób.
W 1938 roku miejscowość należała do gromady Świrany gminy Kobylnik.